# Acritocera negligens
Espèce
Acritocera negligens est une espèce d'insectes lépidoptères (papillons) de la famille des Cossidae, originaire des îles Fidji.
La chenille de ce papillon est un ravageur du cocotier.